# Shelley Conn
Shelley Conn (Londres, 21 de setembro de 1976) é uma actriz britânica de ascendência indiana. Não muito conhecida fora do Reino Unido, tem no seu currículo papéis como a organizadora de eventos Jessica, na série Mistresses (2008-09); a cozinheira gay Nina, no filme Nina's Heavenly Delights (2006) e a Princesa Pondicherry no filme Charlie and the Chocolate Factory (2005). A actriz Merle Oberon é sua tia-avó.

## Biografia
Conn nasceu em Barnet, no norte de Londres, de pais anglo-indianos. Ela descende de portugueses, birmaneses e indianos.

## Carreira
Em 2006, interpreta uma cozinheira numa comunidade indiana de Glasgow, no filme Nina's Heavenly Delights.
No início de 2008, Conn interpretou Miranda Hill em The Palace, Jessica em Mistresses e Neela Sahjani em Trial & Retribution.
Em 2011, foi escolhida por Steven Spielberg como uma das personagens principais na série Terra Nova.
Em 2014, fez uma participação na série norte-americana The Lottery.

## Vida pessoal
Shelley casou-se com o ator Jonathan Kerrigan, com quem namorou durante 12 anos. O casal teve um filho chamado Oscar.

## Filmografia
- Bridgerton (2020)
- The Last Musketeer (2000), Uzma
- City Central (2000), Naz
- Maybe Baby (2000), Enfermeira 2
- Attachments (2000), Carrie Knowles
- Down to Earth (2000 - Série 5), Kerry Jamil
- Casualty (2000 - 2002), Daljit Ramanee (3 episódios, 2000-2002)
- Hawk (2001), Sharim Raziq
- Mersey Beat (2001), PC Miriam Da Silva
- Man and Boy (2002), Jasmin
- Possession (2002), Candi
- Second Generation (2003), Amba
- Charlie and the Chocolate Factory (2005), Princesa Pondicherry
- Transit (2005), Asha
- L' Entente cordiale (2006), Punam
- Nina's Heavenly Delights (2006), Nina Shah
- The Innocence Project (2006), Drª Eve Walker
- Party Animals (2007), Ashika Chandiramani
- Mistresses- série de televisão (2008), Jessica Fraser
- The Palace (2008), Miranda Hill
- Trial and Retribution (2008), Neela
- How Do You Know (2010), Terry
- Raw (2008) - RTÉ televisão, Tanya
- Dead Set (2008), Claire
- Terra Nova - série de televisão (2011)
- Silent Witness (2012), DI Connie James (2 episódios)
- Marchlands - série de televisão (2012), Nisha (5 episódios)
- By Any Means (2013), Jessica Jones
- The Lottery (2014), Gabrielle Westwood
- 24: Live Another Day (2014), Helen McCarthy (1 episódio)
- W1A (2015), âncora de um noticiário (1 episódio)
- Heartbeat (2016), Millicent Patel